# Накаи, Хироэ
Хироэ Накаи (яп. 中井広恵 Накаи Хироэ) (родилась 24 июня 1969 года в Вакканай, самом северном городе Японии) — японская профессиональная сёгистка, 6 женский дан, 1-я королева-мэйдзин. Ученица Юдзи Сасэ (яп. 佐瀬勇次 Сасэ Ю:дзи), почётного 9 дана.
В 1990-е годы, наравне с Итиё Симидзу, входила в двойку сильнейших сёгисток Японии.
Накаи входит в LPSA и является сильнейшей сёгисткой LPSA. В 2007—2010 годы исполняла обязанности главы LPSA.
В июле 2013 года, посетив Чемпионат Европы по сёги в Минске, стала чемпионкой блиц-турнира (в основном турнире не участвовала).
Входит в женскую часть «поколения Хабу».

## Разряды
- 1981: 2-й женский кю
- 1983: 1 и 2 женский дан
- 1986: 3 дан
- 1989: 4 дан
- 1992: 5 дан
- 2002: 6 дан (кроме неё, из действующих сёгисток этот разряд имеет лишь Симидзу)

## Титулы
| Турнир        | Сезоны завоеваний титула                    | Число титулов |
| ------------- | ------------------------------------------- | ------------- |
| Мэйдзин-и     | 1985—1986, 1988, 1991—1993, 1999, 2001—2002 | 9             |
| Дзёрю-ои      | 1990—1992                                   | 3             |
| Дзёрю-осё     | 1995, 2002—2004                             | 4             |
| Курасики тока | 2001—2003                                   | 3             |

- Всего титулов: 19
- Титулов LPSA: 4[3]
- 1-я королева-мэйдзин (1992, за 5-кратное завоевание титула мэйдзин-и)